# NGC 2691
NGC 2691 je galaksija u zviježđu Risu.

## Vanjske poveznice
- SEDS: NGC 2691